# Mortero de mano
Este artículo trata sobre un arma de fuego. Para el utensilio de cocina, véase metate o mortero manual para moler granos y otros elementos.

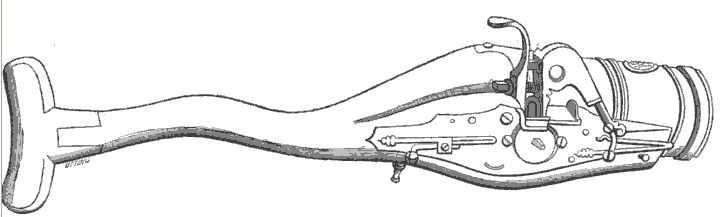
Mortero de mano de inicios del.

El mortero de mano es un arma de fuego que fue utilizada a finales del siglo XVII y el siglo XVIII para lanzar granadas de mano. Su mecanismo era similar a un arma de chispa, de mecha o de rueda (según la fecha de producción), pero su cañón era corto, por lo general de 5 a 100 mm (2 a 4 pulgadas, aunque se han reportado algunos con cañones de 330 mm (13 pulgadas)) y tenía un gran calibre para alojar la granada; usualmente entre 50 y 60 mm (2 y 2,5 pulgadas).

## Empleo

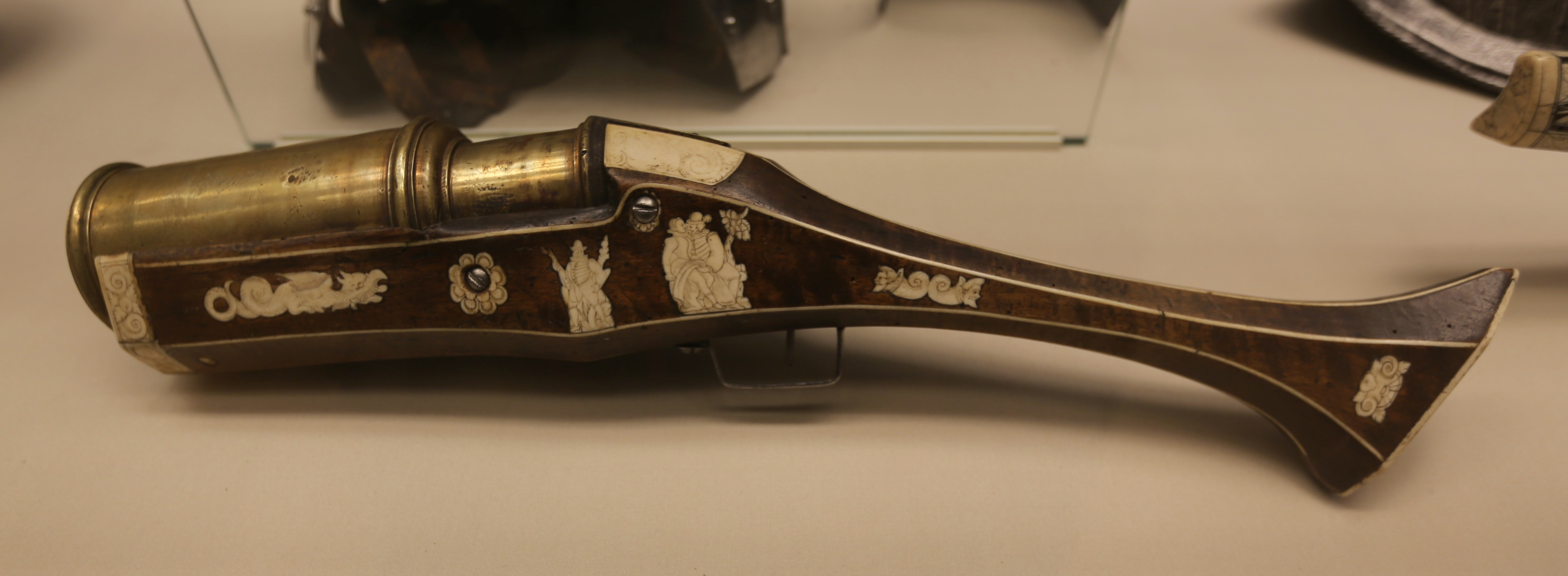
Un ejemplar de la década de 1590.

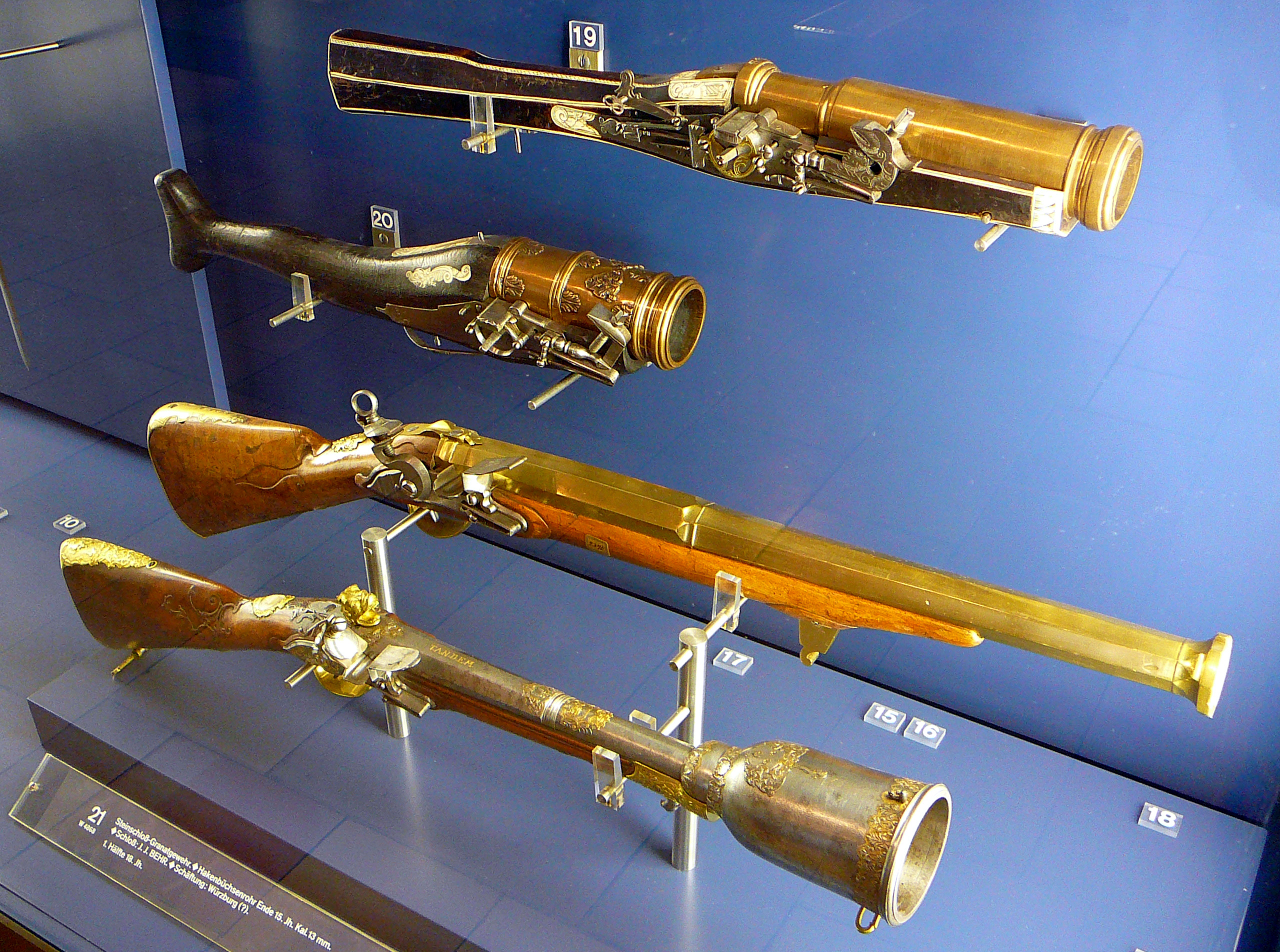
Morteros de mano alemanes de los siglos XVI y XVIII.

Después de cargar y cebar el arma, el tirador introducía una granada en su boca, encendía su mecha y apretaba el gatillo para lanzarla al enemigo. Sin embargo, podían ocurrir accidentes si el arma no se disparaba y la granada con la mecha encendida quedaba en el cañón. Algunas modificaciones adicionales trataron de encender la mecha de la granada con la detonación de la pólvora, pero las crónicas dicen que la mecha era empujada dentro de la granada y esta explotaba de inmediato.
La falta de ejemplares sobrevivientes de esta arma indica que no era popular, posiblemente debido a los problemas de seguridad. En su ensayo sobre el arma, Hewitt opina que el mortero de mano está entre una variedad de "proyectos de destrucción que jamás destruyeron algo, sino las fortunas de sus inventores". De hecho, en las imágenes militares de The Official Report of the Calcutta International Exhibition, 1883-84, un mortero de mano es descrito como "solamente un juguete... nunca ideado para servicio".
Los morteros de mano también fueron empleados en el Nuevo Mundo. En el registro de The Proceedings of the Council of Maryland, hay referencias a la transferencia de un mortero de mano a Maryland en 1698. Otro registro en el diario de Alexander Henry el joven cuenta sobre un mortero de mano (llamado cohorn; por Menno van Coehoorn) que era cargado con una libra de pólvora, 30 balas y que fue empleado en combate contra los indígenas sioux en 1808.
Otra referencia al empleo de los cohorn en el Nuevo Mundo puede encontrase en The Life of Joseph Brant (Thayendanegea) including the Border Wars of the American Revolution, por William L. Stone (en dos tomos) y publicado en 1865 en Albany, Nueva York. Al describir la Campaña del Niágara de 1759 de Sir William Johnson, Stone resalta lo siguiente: "El joven guerrero igualmente acompañó a Sir William durante la Campaña del Niágara de 1759, y entre los brillantes logros del Baronet, luego que la comandancia en jefe pase a sus manos tras la muerte del General Prideaux, se dice que luchó con notable valentía. El General Prideaux, al mando de la expedición, murió por la explosión accidental de un cohorn el 20 de julio..." (Stone, Vol 1, p.20).

## Empleo naval
En 1872, una obra titulada Life-boats, Projectiles and Other Means for Saving Life ofrece la crónica de un marinero empleando un mortero de mano. El mortero de mano era descrito como capaz de lanzar un proyectil pesado atado a una soga, a una distancia de 73 m (80 yardas).

## Inventores
Al menos una versión del mortero de mano fue probablemente inventada por John Tinker en 1681. Sin embargo, su mortero pudo haber sido una mejora de un modelo anterior. Una mención a su mortero pudo aparecer en una obra intitulada Ancient Armour, que habla sobre el mortero Tinker. En otra crónica, al mortero de mano se le llama cohorn, atribuyéndole su invención al ingeniero militar holandés Menno van Coehoorn (1641-1704).

## Producción
Entre 1672 y 1740, la Real Fundición de Berlín (Königliches Gießhaus zu Berlin) produjo 302 morteros de mano (Handmörser). Además, un mortero de mano en el Museo de Artillería de Woolwich, Reino Unido, lleva la inscripción Fondeur á Strasbourg (fundido en Estrasburgo, Francia) y varios otros morteros sobrevivientes llevan el escudo de armas de Württemberg, indicando que posiblemente fueron fabricados allí.

## Munición
Las primeras menciones del tipo de granada empleado en un mortero de mano aparecen en una obra de 1472 intitulada Valturius, donde parece haberse producido un prototipo incendiario. Sin embargo, el empleo generalizado de la granada explosiva no tuvo lugar hasta la primera mitad del siglo XVI, bajo el reinado de Francisco I de Francia. Una primera baja de este tipo de granada fue el Conde de Randan, que murió por las heridas causadas por esquirlas de una granada durante el sitio de Ruan (probablemente en la batalla de Issoire) en 1562. Las granadas explosivas estaban hechas de latón, vidrio y posiblemente cerámica, mientras que los proyectiles incendiarios estaban hechos de lona. Sin embargo, Nathanael Nye, el Maestro Armero de la ciudad de Worcester, menciona en una obra intitulada Art of Gunnery y publicada en 1647, que a los soldados de la época no les gustaba emplear granadas porque eran demasiado peligrosas. A pesar de que hay sustanciales crónicas sobre unidades de infantería llamadas Granaderos en Europa durante el siglo XVIII, estas unidades generalmente lanzaban las granadas con la mano.